# Selcea, Smolean
Selcea (în bulgară Селча) este un sat în comuna Devin, regiunea Smolean,  Bulgaria. 

## Demografie
Componența etnică a satului Selcea
     Turci (1,51%)
     Nicio identificare (46,07%)
     Bulgari (52,41%)
     Romi (0%)
La recensământul din 2011, populația satului Selcea era de 662 locuitori. Din punct de vedere etnic, majoritatea locuitorilor (52,41%) erau bulgari, cu o minoritate de turci (1,51%). Pentru 46,07% din locuitori nu este cunoscută apartenența etnică.